# 3-Dezoksi-8-fosfooktulonat sintaza
3-Dezoksi-8-fosfooktulonat sintaza (EC 2.5.1.55, 2-dehidro-3-dezoksi--oktonat-8-fosfat D-arabinoza-5-fosfat-lijaza (piruvatna fosforilacija), 2-dehidro-3-dezoksi-fosfooktonat aldolaza, 2-keto-3-dezoksi-8-fosfooktonska sintetaza, 3-dezoksi-D-mano-oktulozonat-8-fosfatna sintaza, 3-dezoksi-D-manooktulozonat-8-fosfat sintetaza, 3-dezoksioktulozonska 8-fosfat sintetaza, KDOP sintaza, fosfo-2-keto-3-dezoksioktonat aldolaza) je enzim sa sistematskim imenom fosfoenolpiruvat:D-arabinoza-5-fosfat C-(1-karboksivinil)transferaza (fosfatna hidroliza, formira 2-karboksi-2-oksoetil). Ovaj enzim katalizuje sledeću hemijsku reakciju
fosfoenolpiruvat + D-arabinoza 5-fosfat + H 2O {\displaystyle \rightleftharpoons } 2-dehidro-3-dezoksi--oktonat 8-fosfat + fosfat

## Literatura
- Nicholas C. Price; Lewis Stevens (1999). Fundamentals of Enzymology: The Cell and Molecular Biology of Catalytic Proteins (Third изд.). USA: Oxford University Press. ISBN 019850229X.
- Eric J. Toone (2006). Advances in Enzymology and Related Areas of Molecular Biology, Protein Evolution (Volume 75 изд.). Wiley-Interscience. ISBN 0471205036.
- Branden C; Tooze J. Introduction to Protein Structure. New York, NY: Garland Publishing. ISBN 0-8153-2305-0.
- Irwin H. Segel. Enzyme Kinetics: Behavior and Analysis of Rapid Equilibrium and Steady-State Enzyme Systems (Book 44 изд.). Wiley Classics Library. ISBN 0471303097.
- William P. Jencks (1987). Catalysis in Chemistry and Enzymology. Dover Publications. ISBN 0486654605.

## Spoljašnje veze
- 3-deoxy-8-phosphooctulonate+synthase на 